# توم هود
توم هود (بالإنجليزية: Tom Hood)‏ (19 يناير 1835 في المملكة المتحدة - 20 نوفمبر 1874، سري في المملكة المتحدة)؛ رسام توضيحي، شاعر، كاتب وروائي بريطاني.